# Nižnjaja Peša
Nižnjaja Peša (in lingua russa Hижняя Пеша, traslitterato Nizhnjaja Pesha) è un centro abitato situato nel Circondario autonomo dei Nenec, nella Russia europea del nord.
Si trova nell'entroterra, a pochi chilometri dal Mare della Pečora, precisamente dal golfo di Čëša.